# Sallya amulia
Espèce
Sallya amulia est une espèce diurne de Lépidoptères de la famille des Nymphalidae et de la sous-famille des Biblidinae que l'on rencontre à l'ouest de l'Afrique centrale.

## Synonymes
- Papilio amulia Cramer, 1777
- Asterope amulia intermedia Carcasson, 1961
- Sevenia amulia

## Sous-espèces
- Sallya amulia amulia (zone centrale et méridionale de l'Afrique occidentale: Nigéria, Cameroun, Gabon, Congo, centre et nord de la république démocratique du Congo)
- Sallya amulia intermedia Carcasson, 1961 (Angola, nord-ouest de la Zambie, Botswana, république démocratique du Congo: Chaba, Loualaba, Lomami, Maniema et Sankourou)

## Description
C'est un papillon de taille moyenne d'une envergure de 5 à 7 cm. Le revers est jaune orangé avec une tache sombre apicale sur chacune des ailes antérieures. Les ailes postérieures sont tachées avec des points et des lignes interrompues, noirs cerclés de gris clair.

## Biotope
Forêts de type afrotropical.

## Plantes-hôtes
La chenille se nourrit de Maprouna membranacea et d'espèces de Sapium, comme Sapium ellipticum.